# Яхалом, Шауль
Шауль Яхалом (ивр. שאול יהלום‎, род. 27 сентября 1947 года) — израильский политик, депутат кнессета с 1992 по 2006 год от партии МАФДАЛ, министр транспорта Израиля.

## Биография
Родился в Тель-Авиве. Шауль Яхалом изучал образование и экономику в Университете имени Бар-Илана, получил степень бакалавра. Работал журналистом. В конце концов он стал членом совета директоров религиозной сионистской газеты ха-Цофе.
В 1987 году он стал политическим секретарем Национальной религиозной партии, и работал на этом посту до 1995 года. Он был впервые избран в Кнессет 13-го созыва в 1992 году. В 1998 году он был назначен министром транспорта в 27-м правительстве. Он потерял своё место в Кнессете 17-го созыва, так как партия на выборах получила только три места в Кнессете.
Сегодня он является членом совета Ариэльского университета.
Женат, отец четверых детей.